# Étoile du Nord
Az Étoile du Nord nemzetközi vonatjárat volt, mely 1924. május 15-én indult és 1996. június 1-jéig közlekedett Paris Nord és Amsterdam Centraal között a Brussels Midi/Zuid állomáson keresztül.

## Története
Kezdetben expresszvonatként közlekedett 1924–től 1927-ig. Ezután a járatot a CIWL üzemeltette luxus vonatként 1939-ig, majd ismét expresszvonattá vált 1946 és 1957 között. A Trans-Europ-Express (TEE) hálózatba 1957–ben került, ahol egészen 1984-ig maradt. Majd miután a TEE hálózat megszűnt 1984-ben, InterCity lett belőle 1987-ig. Végül az EuroCity hálózat megalakulásával EC lett 1987–től 1996-ig.
Miután 1996-ban megszűnt, helyét a Thalys nagysebességű járata vette át.

## Képgaléria

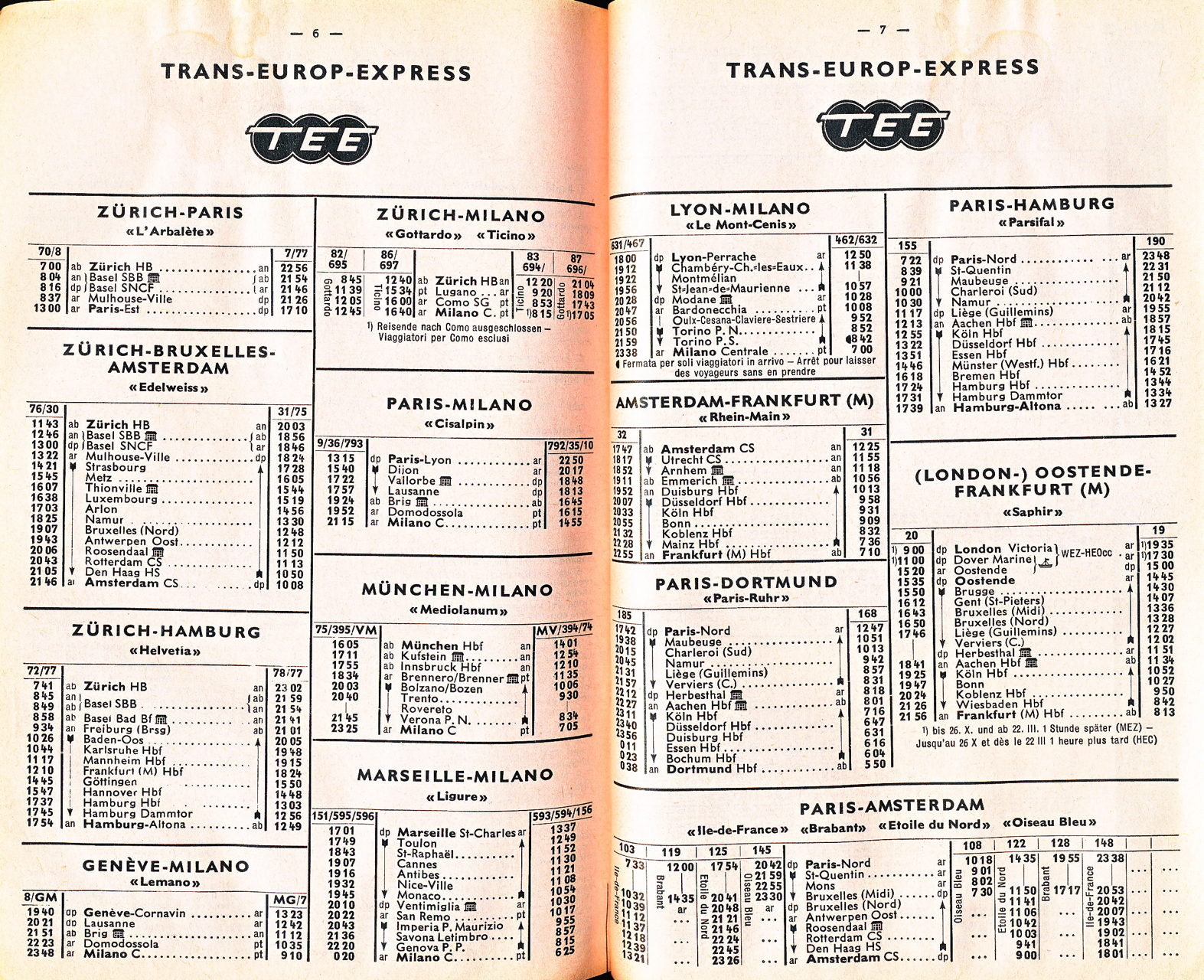
Egykori menetrend
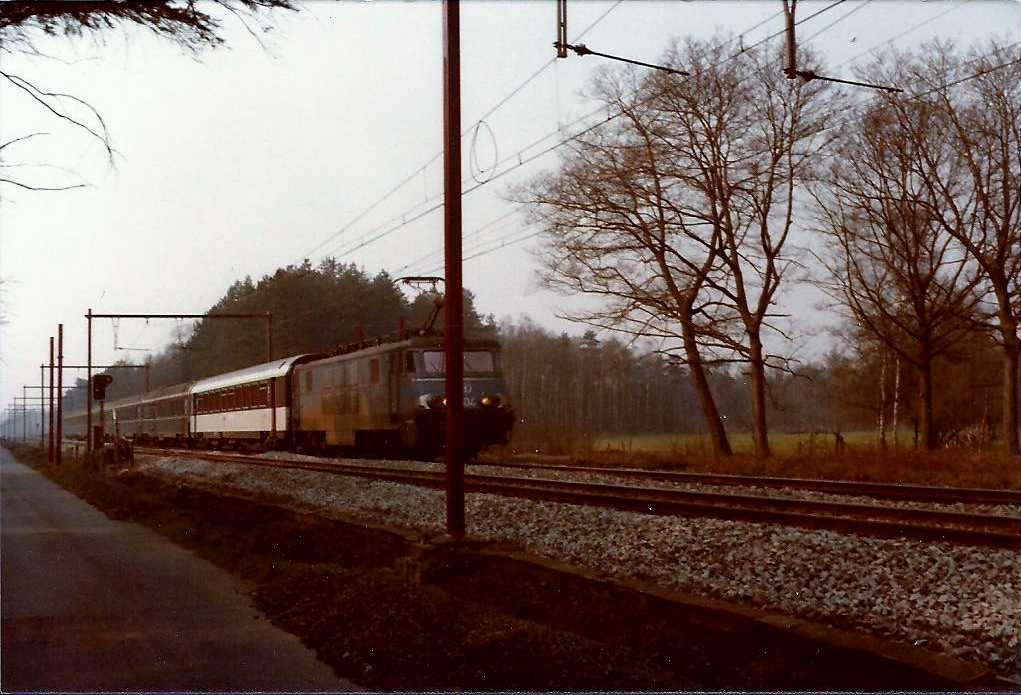
Menet közben
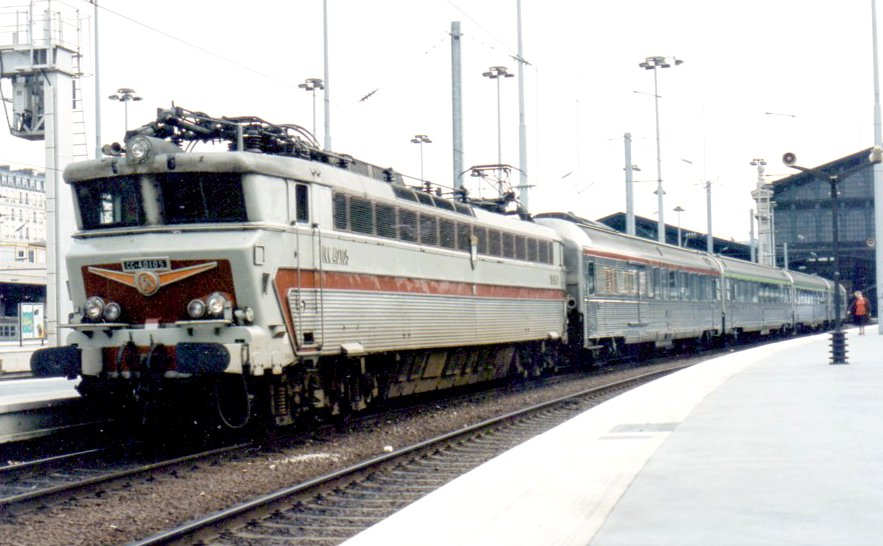
Párizsban indulásra várakozva. A vontatógép egy SNCF CC 40100 sorozatú négyáramnemű villamos mozdony
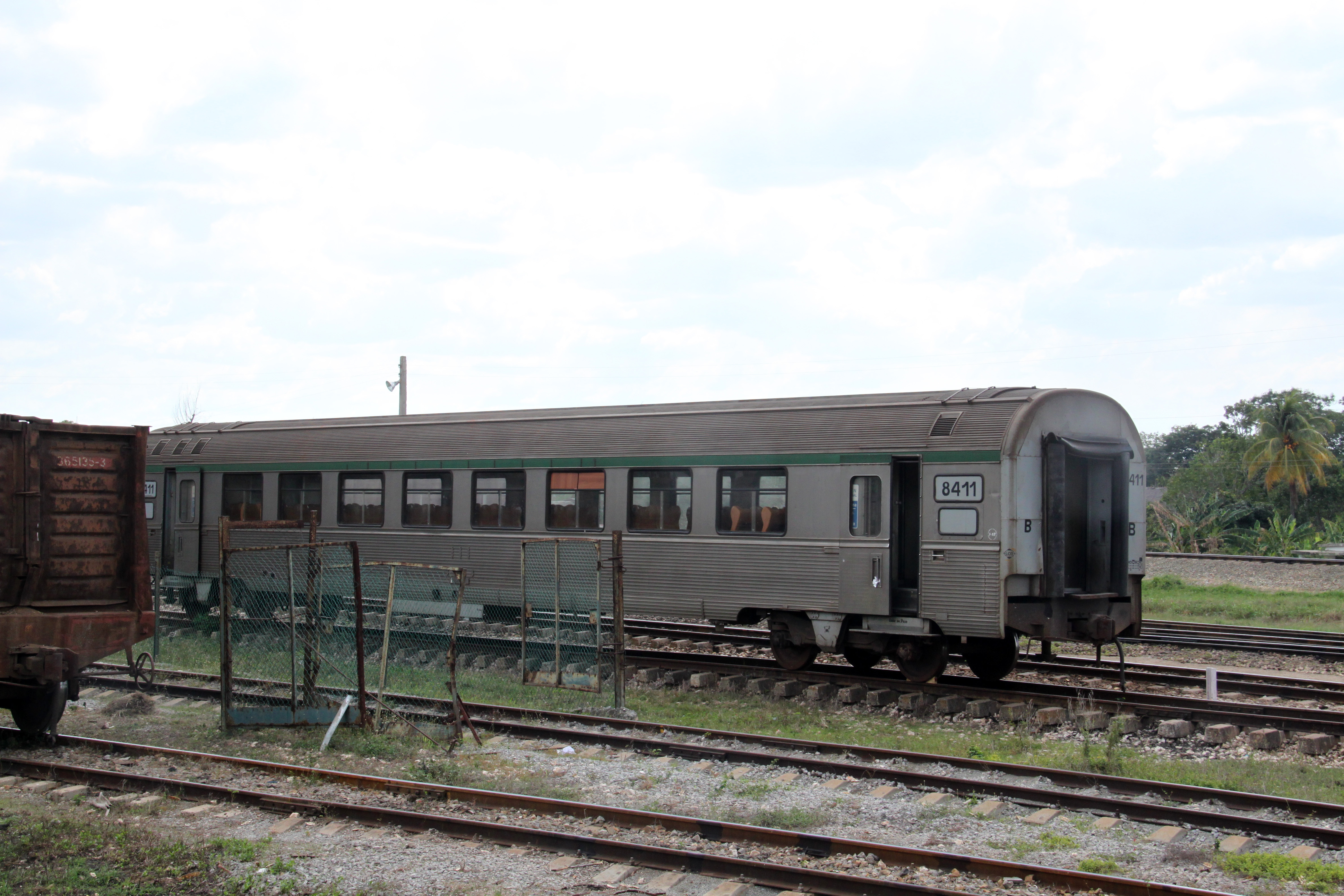
Az egykori kocsik Kubába kerültek, a kép 2015-ben készült